# ソフトボール投げ
ソフトボール投げ（ソフトボールなげ、英語: Softball throw）とは、ソフトボール用のボールを定められた方向に放り投げて、その飛距離を競う、スポーツ種目の1つである。日本では、小学校のスポーツテスト・新体力テストの種目としても採用されている。また、地方レベルの陸上競技大会では正式種目として実施されることがあり、日本では全国小学生陸上競技交流大会のような全国大会も開催されたが、2016年大会からジャベリックボール投げに変更になっている。

## スポーツテスト・新体力テスト
1979年以降、多少の上下動はあるものの、日本の小学生平均記録は男女とも低下してきている。

### 使用するもの

#### コート
直径2mの円が引かれており、その内側から投げる。その先には1m間隔で曲線が引かれており、大抵は60〜70mで線は終わる。縦線（距離を測る横線の横に引かれる線）の角度は30度。その線から投げたボールが出るとファウルになる。

#### ボール
使用されるボールはソフトボールで使われる周囲長26.2〜27.2cm、重量136〜146gのボール。硬式のものと軟式のものがあるが、多くは軟式が使われる。

### 記録の取り方
まず、円から足が出ないようにボールを片手で投げる。ボールが着地した地点から円までの距離を測り、その長さが記録となる。新体力テストでは2回記録を取り、良い方の記録を採用する。2回ともファウルだった場合は3回目を投げるが、3回目もファウルの場合は記録なし。
以下のものはその他のルール。
- 1m未満は切り捨て[8]。つまり「20m50cm」や「20m85cm」でも「20m」とみなす。
- 記録が1m未満だった場合は記録なし[10]。

## 陸上競技大会
公式大会ではやり投のルールに準じて行う。やり投のピットにてソフトボール（1号球）を投てきする。15m以内の助走が認められている。
全国小学生陸上競技交流大会では、2016年にソフトボール投げに代わってジャベリックボール投げが採用された。
小学生の最高記録は、2015年10月28日に桐生市立新里東小学校の野中駿哉が記録した91m55cm。